# 鲫粘体虫
鲫粘体虫（学名：Myxosoma carassii）为粘体科粘体虫属的动物。在中国，分布于山东等，营寄生生活，寄生在鲫的鳃。